# Annabella Zwyndila
Annabella Zwyndila, née en 1992, est une actrice nigériane . 

## Biographie
Annabella Zwyndila naît à Ibadan, mais grandit dans le Nord du Nigeria. Elle est la cinquième d'une fratrie de six enfants. Elle a une sœur jumelle. Son père est officier dans l'armée nigériane et sa mère maître de conférences. Elle fait des études secondaires à Jos.
Devenue actrice un peu par hasard, entraînée par une amie à une audition et retenue, elle se fait connaître en 2007/2008, encore adolescente, en figurant dans la saison 3 d'une émission de reality show, Ambo. Elle prolonge ces études à l'université de Jos, en théâtre et arts de la scène. 
Elle entame ensuite une carrière professionnelle dans cette voie et obtient plusieurs premiers rôles,. Dès 2012, elle évoque le harcèlement sexuel dans l'industrie du cinéma, et la pression sur les jeunes actrices à Nollywood. Elle réitère ses affirmations en 2017, dans le contexte créé au niveau mondial par l'affaire Harvey Weinstein : « J’ai vécu une expérience terrible quand un producteur m’a appelée dans sa chambre d’hôtel et a essayé de coucher avec moi contre un rôle dans son film. Bien sûr, j’ai refusé. Il s’est fâché et a commencé à me demander pour qui je me prenais, me disant qu’il avait couché avec bien des vedettes. Il a même sorti toutes sortes de noms. Il m’a dit que je n’étais rien qu’une petite fille et qu’il voulait faire de moi une star », précise-t-elle.

## Filmographie (extrait)
| Titre                                  | Rôle         | Année |
| -------------------------------------- | ------------ | ----- |
| Amstel Malta Boxoffice (saison Ambo 3) | Reality show | 2007  |
| Painful Sin                            |              | 2010  |
| Samantha                               | Samantha     | 2012  |
| Common Grounds                         | Ann          | 2012  |
| Twisted Union                          | Chantel      | 2013  |
| Mario Mario                            |              | 2014  |
| Free to Live (SuperStory)              | Turai        | 2017  |
| RedBox                                 | Queen Shagbo | 2017  |

## Prix et nominations
- Nommée aux prix ZAFAA des Prix en tant que Meilleure jeune actrice[1]